# كلية معان الجامعية
تأسست كلية معان عام 1989 م بتخصصات كانت في مجملها تهدف إلى رفد القطاع التربوي والتعليمي بأصحاب المؤهلات القادر على سد النقص الذي كان يعانيه هذا القطاع، ومع مرور الزمن تم إلغاء تخصصات واستحداث أخرى كنتيجة طبيعية لمراحل التطوير الذي أصاب مسيرة التعليم في الأردن، ولقياس سوق العمل وقدرته على استيعاب الخريجين من التخصصات الموجودة.
وفي عام 1998م أصبحت كلية معان تتبع لجامعة البلقاء التطبيقية وهو ما أتاح لها الإمكانات اللازمة للخروج من إطار الفهم التقليدي لدور الكلية كمؤسسة جامعية متوسطة إلى المفهوم الحديث الذي جاء ليعزز من أهمية هذا الدور إذا أعيد صياغته وفقا لما هو مطلوب في وقتنا الراهن، وقد أخذت الكلية تعمل على تحقيق الفلسفة من إنشاء جامعة البلقاء الأم من كونها تركز على التعليم التطبيقي المهني الذي يحتاجه سوق العمل المحلي والإقليمي بشكل أكبر.

## رسالة الكلية
وهي التي تنطلق من فلسفه جامعة البلقاء التطبيقية وأهدافها العليا مع التركيز على واقع المجتمع المحلي في محافظة معان التي هي جزء منه، ولذلك جاءت رسالة الكلية بشكل أساسي على التواصل مع المحيط المحلي ودراسته بشكل يضمن للكلية أن تكون على قدر الآمال والطموحات كمؤسسة تعليمية تعني بتحقيق جملة من الأهداف التي يتوخاها المجتمع كفعل يسهم في تعزيز قيمة العلم والعمل معان وهما الغدوات الأهم في تحقيق مفهوم التنمية الشاملة الذي ننادي به.
إن الكلية تؤمن بأن تحقيق رسالتها تلك يتم من خلال تطوير النشاط الرئيسي الذي تقوم به وهو ما يعني بالضرورة إعادة دراسة التخصصات الموجودة ومدى مطابقتها لفلسفة الجامعة وواقع المجتمع المحلي، وبالتالي استحداث تخصصات أصبحت الحاجة لها ملحة من جهة، ومن جهة أخرى تكون قادرة على رفد سوق العمل بالكوادر المؤهلة والمدربة فعلياً بدلاً من بعض التخصصات التي اشبع سوق العمل منها وأصبحت رفدا أساسيا لظاهرة البطالة التي يعاني منها.

## الواقع والطموح
تضم كلية معان حاليا قسمي العلوم الإدارية والمالية وقسم العلوم الأساسية وفيها عدة تخصصات هي إدارة الأعمال، المحاسبة، العلوم المالية والمصرفية، نظم المعلومات الإدارية، تربية الطفل، التمريض المشارك، تربية خاصة، الصيانة الكهروماكنيكية، سجلات طبية
ويدرس في الكلية للعام الجامعي حالياً (850) طالب وطالبة، والرقم مرشح للزيادة بشكل كبير حال استحداث تخصصات جديدة وإتمام مشرع المبنى الدائم للكلية الذي لم ينفذ منه سوى مبنى الكلية الحالي الذي أصبح عاجزا عن استيعاب الزيادة المتحققة في إعداد الطلاب ولم ينسجم مع خطط وطموحات الكلية.

## الطموحات المستقبلية
لا شك أن الدعم الذي تبديه جامعة البلقاء التطبيقية يمنح الكلية الحافز لمواصلة تحقيق الطموحات والتطلعات التي ووضعتها الكلية نصب أعينها لتكون نموذجا في التميز والتقدم، ولكن الأمل كبير أن يكون ذلك الدعم كبيرا بمستوى كُبر التطلعات المستقبلية، وان تحضى الكلية باهتمام أكبر وعناية أكثر لتحقيق آمالاً في بتاء أردن مشرق بقيادته الحكيمة، وبما سترفد به الكلية المجتمع المحلي من مؤهلات وتخصصات جديدة متميزة تخدم الوطن وترفد المسيرة.

## المصدر
1. ↑  عن الكلية كلية معان الجامعية نسخة محفوظة 15 سبتمبر 2017 على موقع واي باك مشين.